# Big Balloon
Big Balloon is een in 1990 opgerichte uitgeverij van beeldverhalen die zich met name richt op de Nederlandstalige jeugd- en jongerenmarkt in zowel Nederland als Vlaanderen.
Om de doelgroepen worden diverse producten uitgebracht waaronder tijdschriften, leesboeken, pockets, puzzelboeken en stripalbums.
De uitgaven zijn gebaseerd op succesvolle televisieseries voor de jeugd.

## Uitgaven
Populaire reeksen die worden of werden uitgegeven zijn:

### Tijdschriften
- My Little Pony
- Speelhuis

### Leesboeken
- Bob de Bouwer
- SpongeBob SquarePants

### Pockets
- De 4 van de Vuursteen
- Charmed
- Gilmore Girls
- Sabrina

### Puzzleboeken
- Looney Tunes Puzzelfun
- Puzzelen met Tom & Jerry
- SpongeBob Puzzelbroek

### Stripreeksen en Stripalbums (selectie)
- Agent 327
- Billie Turf
- Dirkjan
- Douwe Dabbert
- De familie Doorzon
- De Familie Fortuin
- Eikels
- Eva en Adam
- Frozen
- Franka
- De Generaal
- Leonardo
- Natasja
- Opa
- Rob van de Rovers
- Roel Dijkstra
- Scooby-Doo
- Sjef van Oekel
- Sjors & Sjimmie
- Storm
- Toon Ladder
- Trigië
- Van Nul tot Nu
- De wondersloffen van Sjakie